# Янковский, Михаил Иванович
Михаи́л Ива́нович (Я́нович) Янко́вский (пол. Michał Jankowski; 1842, Тыкоцин — 1912, Сочи) — предприниматель, натуралист, энтомолог и селекционер Южно-Уссурийского края, представитель польского дворянского рода Новина-Янковских.

## Биография

### Ранние годы
Родился 24 октября (5 ноября) 1842 года в семье польского дворянина (шляхтича) Яна Янковского. Потомок польского рыцаря Тадеуша Новины. Детство провёл в фамильном имении под Тыкоцином Августовской губернии. Учился в Горы-Горецком земледельческом институте и в конце апреля — начале мая 1863 года вместе с другими студентами принял участие в польском восстании, был бойцом отряда Людвига Звеждовского.

### Ссылка в Сибирь
В сентябре 1863 был приговорён к 8 годам каторги в Сибири с лишением всех дворянских прав. По дороге до места каторги, в Читу, получил обморожение ступней. В 1868 году каторга была заменена «вольным поселением в пределах Восточной Сибири»; Михаил Янковский устроился на золотые прииски притока реки Лены Олёкмы. В 1872 году, по приглашению зоолога Бенедикта Дыбовского, отправился на Дальний Восток в составе небольшой научной экспедиции, продолжавшейся до 1874 года. На Амуре состоялось знакомство Янковского со ссыльным поляком Каетаном Чаплеевским (пол. Kajetan Czaplejewski), управляющим золотым прииском на острове Аскольд, неподалёку от Владивостока. Чаплеевский направлялся обратно в Польшу и искал себе замену, Янковский согласился на новую должность, и в 1874 году отправился во Владивосток.

### Жизнь на Дальнем Востоке
Весной 1874 года, после подписания контракта во Владивостоке, Янковский стал новым управляющим золотым рудником на острове Аскольд. Там он начал вести хозяйственную деятельность: повёл борьбу с браконьерами и хунхузами, запретил хищнический отстрел пятнистых оленей, завёз на остров фазанов, которые быстро размножились и стали объектом охоты. Наведение общего порядка на прииске незамедлительно сказалось и на увеличении добычи золота. В 1877 году на острове им была установлена станция наблюдения за погодой, результаты которой он направлял в Пулковскую обсерваторию. В том же году он женился на Ольге Кузнецовой, и вскоре у них родились двое детей — Елизавета и Юрий.
Увлечённый неповторимой природой острова Аскольд, Янковский становится самобытным учёным-натуралистом, собирает и отправляет (скорее всего, продаёт) в музеи Петербурга, Варшавы, Франции, Германии обширные коллекции птиц, насекомых, растений, различные археологические ценности.
В 1879 году Янковскому были возвращены права дворянства, после чего, вместе с другом Фридольфом Геком, он в 1880 году переселился на полуостров Сидими, где приобрёл 321 десятину земли и ещё 7375 десятин взял в аренду. Начал сельскохозяйственную деятельность: стал разводить пятнистых оленей, основал первую в мире плантацию женьшеня. Он также занимался коневодством: за 20 лет им была выведена новая порода лошадей, специально приспособленная к дальневосточным условиям.
Несмотря на огромную занятость по хозяйству, Михаил Иванович был ещё и разносторонним естествоиспытателем. Он внёс значительный вклад в развитие науки того времени как географ, энтомолог, орнитолог, археолог. Им была открыта стоянка доисторического человека, опубликованы статьи по географии и биологии Уссурийского края, были открыты новые виды насекомых, птиц и растений; много своих сборов он передавал (скорее всего — продавал) на обработку специалистам, прежде всего во Францию. Богатейшие сборы бабочек М. Янковского с острова Аскольд обработал и описал оттуда много новых видов французский лепидоптеролог Ш. Обертюр. Янковский был активным членом Общества изучения Амурского края. В 1889 году он пожертвовал деньги на строительство здания музея Общества во Владивостоке и впоследствии активно участвовал в формировании музейных коллекций. В 1894 году по просьбе великого князя Николая Михайловича (возможно, и при его финансировании) организовал поездку двух своих сыновей, Александра и Юрия, в Корею в район Генсана (Вонсан) для сбора бабочек для коллекции великого князя; эти материалы ныне хранятся в Зоологическом институте РАН в Санкт-Петербурге.
В 1906 году переехал во Владивосток, оставив имение жене и детям. Начал книготорговлю, участвовал в кожевенном предприятии фирмы «Жуклевич, Янковский и Ко».
В 1908 году Михаил Янковский перенёс сильное воспаление лёгких и по совету врачей переехал жить в Семипалатинск, а затем в Сочи. Но каждую осень регулярно приезжал на полуостров в своё имение.

## Достижения

### В сельском хозяйстве
Уже в первые годы жизни в Сидими Михаил Янковский занялся пантовым оленеводством. Им был разработан специальный станок для среза пантов, который используется и в настоящее время.
Параллельно с оленеводством, Янковский занимался и коневодством. Начав дело с единственного жеребца и десяти кобылиц, он закупил лошадей различных пород и, в конце концов, открыл первый в Уссурийском крае конный завод. Лошади Янковского регулярно участвовали в скачках, проводившихся на Владивостокском ипподроме, чем приносили имению немалый доход. Но Янковский усиленно работал над улучшением породы. В 1891 году в Томске им был приобретён табун в 42 головы. Томские лошади значительно улучшили новую породу. Таким образом, к началу XX века была выведена особая порода лошадей, отлично приспособленная к дальневосточным условиям.
Также уникальным достижением Янковского является разведение корня женьшеня. К 1910 году его плантация достигла уже 60 тысяч корней различного возраста. Выкопанные на пробу 25—30-летние корни были оценены китайскими купцами наравне с таёжными. В 1922 году, при инвентаризации большевиками хозяйства Янковских в Сидими, плантация женьшеня, находившаяся под снегом, не была учтена и впоследствии исчезла.

### В биологии
Михаил Иванович Янковский открыл десятки новых видов насекомых, птиц и растений, научные описания которых подготовили различные специалисты по этим группам животных и растений.
Его именем были названы многие виды и подвиды растений, птиц и насекомых:
Птицы: овсянка Янковского (Emberiza jankowskii), дальневосточный подвид американского лебедя (Cygnus columbianus jankowskyi), подвид сороки (Pica pica jankowskii, считается синонимом Pica pica leucoptera).
Бабочки: Thetidia jankowskiaria (сведён в синонимы к Thetidia chlorophillaria) (Geometridae), павлиноглазка Янковского Rhodinia jankowskii (Saturniidae), бражник Янковского Marumba jankowskii, кланис волнистый Clanis undulosa jankowskii (Sphingidae), хохлатка Янковского Notodonta jankowskii (Notodontidae), волнянка Янковского Ilema jankowskii (Erebidae: Lymantriinae), медведица Янковского Lemyra jankowskii (Erebidae: Arctiinae), Diomea jankowskii (Erebidae), Zalissa jankowskii (сведён в синонимы к Sarbanissa subflava), Cranionycta jankowskii, совка-капюшонница Янковского Cucullia jankowskii, Amphipyra jankowskii, Stenoloba jankowskii, Xanthocosmia jankowskii, Atrachea jankowskii, Dichagyris jankowskii (сведён в синонимы к Xestia efflorescens) (Noctuidae); Ismene jankowskii (сведён в синонимы к Bibasis aquilina) (Hesperiidae), зефир Михаила Янковского Ussuriana michaelis, Zephyrus jankowskii (сведён в синонимы к Chrysozephyrus brillantinus) (Lycaenidae); род бабочек-пядениц Jankowskia (Geometridae).
Жуки: жужелица Янковского (Carabus jankowskii), Agonum jankowskii (Carabidae).
Перепончатокрылые: оса Parabatozonus jankowskii (Pompilidae), шмель Bombus jankowskii (сведён в синонимы к Bombus unicus) (Apidae), пчела Colletes jankowskyi (Colletidae).
Полужесткокрылые: клоп-водомерка Gerris jankowskii (сведён в синонимы к Gerris gracilicornis) (Gerridae).
Растения: Carex jankowskii, Alpini jankowskii.
В честь супруги М. Янковского, Ольги, названа ночная бабочка — волнянка Ольга Dicallomera olga (Erebidae: Lymanriinae).
В честь сына, Александра Михайловича Янковского, вероятно, собравшего этих животных в Корее:
Двукрылые: муха Geosargus jankowskii (сведён в синонимы к Sargus niphonensis) (Stratiomyidae), комары Limnophila yankovskyana, Ormosia yankovskyi (Limoniidae) и Protanyderus yankovskyi (Tanyderidae).

### В археологии
В 1880 году Михаил Янковский проводил раскопки в устье реки Сидими. Им были найдены предметы быта людей, живших в VIII—III веках до н. э., он описал и передал находки в музей Восточно-Сибирского отдела Императорского Русского Географического Общества. Позднее аналогичные предметы были найдены в других местах по всей территории Приморья. С 1972 года период, к которому относятся данные археологические находки, стали именовать «Янковской культурой». Её географический ареал охватывает северо-западное побережье Японского моря от Унги в Корее до бухты Преображения в России.

## Память
В честь Янковского были названы полуостров и гора в Хасанском районе Приморского края, а также ряд улиц во Владивостоке и других населённых пунктах Приморья.

Памятник Михаилу Янковскому в Безверхово установлен 15 сентября 1991 года. На памятной доске рядом с памятником написано:
Он был дворянином в Польше, каторжником в Сибири, нашёл приют и славу в Уссурийском крае. Содеянное им — пример будущим хозяевам земли.

## Семья
Имя матери его сына от первого гражданского брака, умершей при родах, не сохранилось;
- Александр (1876—1944). По характеристике брата Юрия, Александр — «фантазёр и непоседа, он то строил шлюзы на Панамском канале, то добывал золото в Клондайке, то путешествовал по Камчатке»[3]. Стал естествоиспытателем, полевым орнитологом. Много путешествовал, в том числе в Северной Корее. С мая по октябрь 1897 года Александр был проводником экспедиции учёного, академика Владимира Леонтьевича Комарова по сбору фауны и флоры гор Северной Кореи[7]. Часть собранных им коллекций хранится в Зоологическом институте РАН в Санкт-Петербурге и в других музеях. Также был семейным архитектором, проектировал дом-крепость для своего брата Яна (Ивана) на полуострове Гамова[8]; одно время работал на должности архитектора в Николаевске-на-Амуре[7]. В 1944 году в Корее на охоте простудился, добрался до ближайшей глухой деревушки Нонсадон, там и умер. Похоронен на кладбище в Новине[7].

В 1877 году Михаил Иванович Янковский женился на Ольге Лукиничне Кузнецовой (1855—1933). Дети, рождённые в этом браке:
- Елизавета (Эльжбета) (1878—1916)
- Юрий (Ежи, по крещению — Георгий) (1879—1956) — старший сын от второго брака, наследовал дело своего отца, занимался фермерством и профессиональной охотой. Автор книги «Полвека охоты на тигров» (издана впервые в 1944 году в Харбине, а с 1990 года несколько раз переиздавалась в разных городах России, отдельной книжкой или в сборнике «Нэнуни»[10]). Осенью 1922 года перед приходом Красной Армии вывез всю свою семью в Корею. После прихода Советской армии в Северную Корею в 1945 году, был арестован у себя в имении и окончил свою жизнь в ГУЛАГе, в последнее время был там дворником[3]. Был женат на Маргарите Михайловне Шевелёвой, дочери Михаила Шевелёва и племяннице Маргариты Алексеевны Сабашниковой. Их дети:
  - дочери — поэтесса Виктория Юрьевна Янковская (1909—1996), автор книг «Это было в Корее…» (1935), «По странам рассеяния» (1978)[11], Муза;
  - сыновья — писатель Валерий Юрьевич Янковский, Арсений, Юрий.
- Анна (1882 — после 1952)
- Иван (Ян) (1884—1920)
- Сергей (1888)
- Павел (1890—1940)